# Championship Manager '93
Championship Manager '93 è un videogioco sportivo manageriale di calcio per Amiga, Atari ST e MS-DOS, l'edizione 1993/1994 per il 2º anniversario della serie Championship Manager.
Ne uscì anche una versione aggiornata intitolata Championship Manager Italia, basata sulla Serie A e Serie B italiane, ma con interfaccia sempre in inglese.